# André Szőts
André Szőts (eredeti neve: Szőts András) (Budapest, 1937. március 19. – Budapest, 2006. március 18.) magyar filmproducer.

## Élete
A második világháború idején Svájcban élt szüleivel. 1946-ban tértek vissza Magyarországra. Középiskolai tanulmányait a Petőfi Sándor Gimnáziumban végezte. 1956-ban emigrált. Egyetemi tanulmányait a Columbia Egyetemen végezte el 1964-ben. 1965–1966 között a párizsi Ammurati Puris Lintas reklámfőnöke volt. 1966–1968 között New Yorkban David Ogilvy munkatársa volt. 1968–1971 között a Havas-csoport nemzetközi igazgatója volt. 1971-től több mint 200 reklám- és játékfilm producere, rendezője volt. 1991-ben Budapesten filmprodukciós irodát nyitott.
Önéletrajzi ihletésű regénye Az északi szél címmel 2003-ban jelent meg.

## Filmjei

### Játékfilmek
- A yankee in King Arthur's court
- Cyrano de Bergerac (1990)
- Je suis vivante et je vous aime.. (1998)
- Nitrate Base (1996)
- Hum Dil De Chuke Sanam (1999)
- MO
- Napoleon
- Ile aux tresors

### Reklámfilmek
- ABN Ambro Bank
- Amora
- Bayer Aspirin
- Bénénuts
- Biopon
- Budapest Bank
- Capuccino-sorozat
- Chokito-sorozat
- Citroen
- Clear
- Credit Mutuel
- Fol Epi
- Givenchy
- Honda
- Impulse „Avantgarde”
- Itung
- Lindt
- Népszabadság
- Olida
- Omnia
- Ráma-sorozat
- Red&White
- Renault „Mégane Scénic”
- Sabah
- Sága-sorozat
- Spontex
- Suchard
- Tuborg